# The Tenant
The Tenant (Frans: Le Locataire) is een Franse film uit 1976 onder regie van Roman Polański.

## Verhaal
De rustige Trelkovsky huurt een oud appartement in Parijs waar de oude huurder, Egyptologe Simone Choule, een zelfmoordpoging heeft gedaan. De onvriendelijke conciërge en de strenge huiseigenaar zorgen ervoor dat Trelkovsky zich niet op zijn gemak voelt in het appartement. Ondertussen gaat hij op bezoek bij Simone, die nog in coma ligt, en raakt zodoende bevriend met een vriendin van haar, genaamd Stella. Na de dood van Simone raakt Trelkovsky geobsedeerd door Stella en denkt hij dat zijn buren en de huiseigenaar een complot tegen hem spannen om hem zelfmoord te laten plegen.

## Rolverdeling
| Acteur             | Personage                |
| ------------------ | ------------------------ |
| Roman Polanski     | Trelkovsky               |
| Isabelle Adjani    | Stella                   |
| Shelley Winters    | Conciërge                |
| Melvyn Douglas     | Monsieur Zy              |
| Jo Van Fleet       | Madame Dioz              |
| Bernard Fresson    | Scope                    |
| Lila Kedrova       | Madame Gaderian          |
| Claude Dauphin     | Man van het auto-ongeluk |
| Claude Piéplu      | Buurman                  |
| Rufus              | Georges Badar            |
| Romain Bouteille   | Simon                    |
| Jacques Monod      | Café-eigenaar            |
| Patrice Alexsandre | Robert                   |
| Jean-Pierre Bagot  | Politie                  |
| Josiane Balasko    | Collega van werk         |
| Michel Blanc       | Buurman                  |